# Tibia (datorspel)
Tibia är ett MMORPG som släpptes 1997 av CipSoft GmbH. CipSoft GmbH underhåller och utvecklar fortfarande spelet och servrarna.
Det hela startade som ett universitetsarbete av de tre tyska studenterna Stephan Vogler, Ulrich Schlott och Stephan Börzsönyi. De fick en idé om att skapa ett rollspel för datorer som var tillgängligt online och började planera detta 1995. Våren 1996 började arbetet och den första alphaversionen (v. 1.0) släpptes den 7 januari 1997. Gruppen med de tre studenterna fick ytterligare en medlem år 1999, Guido Lubke, som hade börjat som en vanlig spelare.
Spelet är gratis, men det finns även möjligheten att betala för ett så kallat Premium Account som ger spelaren tillgång till flera nya funktioner och mer spelmaterial.

## Olika klasser

### Knight
Knights (riddare) är främst menade för att slåss i närstrid. Har fördel i styrka, hälsa och skydd mot fysiska attacker.

### Paladin
Paladins använder pilbåge och andra distansvapen. Har fördel i att de inte behöver ha kontakt med motståndaren till skillnad från knights.

### Sorcerer
Sorcerers (häxmästare, trollkarl) är den offensiva magikerklassen i Tibia. De är specialiserade på eld-, energi- och svartmagi. 

### Druid
Druiderna är en av Tibias två trollkarlsklasser. De är specialiserade på is-, jord- och helningsmagi. Även känd som "healer" i spelet.

## Världar
Det finns totalt 79 världar (servrar, 2022-04-24). Från början fanns bara en värld som då hette Tibia. När värld nummer två kom bytte de namnet på Tibia till Antica (som betyder gammal på latin) och den nya världen fick namnet Nova (som betyder ny på latin).
När man skapar en karaktär har man tre olika världstyper att välja från. Typerna som finns är Optional-PVP, Open-PVP och Hardcore-PVP. Skillnaderna mellan dessa är hur spelare kan agera offensivt emot varandra. På en Optional-PVP-värld kan ingen attackera eller skada varandra om båda parterna inte är med på det. I en Open-PVP-värld kan vilka som helst attackera varandra, men det finns strikta regler. Reglerna begränsar bland annat spelare från att utnyttja kraftiga karaktärer eller PVP-grupper för att massmörda nya svagare spelare. Den tredje och sista typen, Hardcore-PVP, har i princip liknande regler som en Open-PVP-server. Skillnaden är att Hardcore-PVP-servrar inte använder något "skullsystem". Även om varje värld har exakt samma utseende kan spelare inte kommunicera med varandra mellan olika världar. Piixy var det första spelaren att ta nivå 300 på en så kallad pvp-enforced server.

## Skullsystemet
Skullsystemet är etablerat på Open-PVP-världar. Det finns flera olika "skulls". Bland annat finns det vita, gröna, gula, röda och svarta. De gröna innebär att man tillåter strid. De vita betyder att man attackerat någon offensivt utan "tillåtelse", och dessutom har man kvar en vit döskalle i 15 minuter efter att man dödat någon. En röd skull får man om man dödar tillräckligt många spelare, och när man har en sådan försvinner den inte på 1 månad. Dör man med en röd skull förlorar man allt man bär. En gul skull betyder att man har rätt att hämnas utan att få en vit skull. Den svarta skullen får man ifall man fortsätter döda spelare utan tillåtelse, med svart skull förlorar man allt när man dör, kan inte använda offensiva spells och ifall någon attackerar en när man har svart skull har de en attackbonus på 100%, med andra ord så skadar de dubbelt så mycket på en.

## Open Tibia
OpenTibia eller OT är projekt för att skapa en kopia av Tibia. Programmet är licenserat under GPL och källkoden kan laddas ner från Github. Projektet är inte officiellt stött av CipSoft. 
I OpenTibia är det även möjligt att skapa egna "kartor" med en så kallad "Map Editor", den mest kända är Remeres Map Editor. Det är även möjligt att ändra på saker som ska hända inne i spelet, till exempel hur monster ska bete sig. Detta gör spelet mer flexibelt och öppet. Den populäraste distributionen är The Forgotten Server. Otland är den officiella utvecklarsidan för TFS. OpenTibia har konstant mer än 25 000, ofta över 30 000 spelare spridda över uppskattningsvis 5 000 servrar (~1500 med spelare), varav många är tomma eller offline nästan hela tiden.

### Webbkällor
- Open Tibia Server
- Utökad statistik